# Mysłakowice (gemeente)
De gemeente Mysłakowice is een landgemeente in het Poolse woiwodschap Neder-Silezië, in powiat Jeleniogórski.
De zetel van de gemeente is in Mysłakowice.
Op 30 juni 2004 telde de gemeente 10 003 inwoners.

## Oppervlakte gegevens
In 2002 bedroeg de totale oppervlakte van gemeente Mysłakowice 88,75 km², waarvan:
- agrarisch gebied: 48%
- bossen: 38%

De gemeente beslaat 14,13% van de totale oppervlakte van de powiat.

## Demografie
Stand op 30 juni 2004:
| Omschrijving                   | Totaal | Totaal | Vrouwen | Vrouwen | Mannen | Mannen |
| ------------------------------ | ------ | ------ | ------- | ------- | ------ | ------ |
| eenheid                        | aantal | %      | aantal  | %       | aantal | %      |
| inwoners                       | 10 003 | 100    | 5202    | 52      | 4801   | 48     |
| bevolkingsdichtheid (inw./km²) | 112,7  | 112,7  | 58,6    | 58,6    | 54,1   | 54,1   |

In 2002 bedroeg het gemiddelde inkomen per inwoner 1473,95 zł.

## Administratieve plaatsen (sołectwo)
Bukowiec, Dąbrowica, Gruszków, Karpniki, Kostrzyca, Krogulec, Łomnica, Mysłakowice, Strużnica, Wojanów.

## Aangrenzende gemeenten
Janowice Wielkie, Jelenia Góra, Kamienna Góra, Kowary, Podgórzyn